# Xã Louisville, Quận Pottawatomie, Kansas
Xã Louisville (tiếng Anh: Louisville Township) là một xã thuộc quận Pottawatomie, tiểu bang Kansas, Hoa Kỳ. Năm 2010, dân số của xã này là 803 người.